# Dina Spybey
Dina Spybey (Columbus, 29 de agosto de 1965), também conhecida como Dina Waters e Dina Spybey-Waters, é uma atriz estadunidense. Ao longo de sua carreira participou de mais de 20 filmes, incluindo John Q, SubUrbia [en] e The Haunted Mansion.  Seu personagem de maior notoriedade é Tracy Montrose Blair no seriado Six Feet Under.

## Biografia

### Primeiros anos e formação acadêmica
Dina nasceu em Columbus, capital do estado de Ohio. Na cidade, ingressou na Universidade Estadual de Ohio, onde estudou artes cênicas e posteriormente, realizou mestrado na Escola de Artes Mason Gross [en] da Universidade Rutgers.

## Carreira
O início da carreira de Dina concentrou-se no teatro. No ano de 1993, participou da peça no circuito off-Broadway, Five Women Wearing the Same Dress. Após mais três produções off-Broadway, de 1994 a 1996, ela fez sua estreia no teatro da Broadway em uma produção de 1999 de The Iceman Cometh [en], no Brooks Atkinson Theatre.
Seu primeiro papel na televisão, foi anterior ao seu primeiro papel na Broadway. Em um episódio de 1992 da série especial da HBO, Lifestories: Families in Crisis [en], interpretou Becky Bell, uma adolescente que morreu por complicações devido a um aborto inseguro. Sua atuação na série, rendeu a Spybey o Emmy do Daytime de Melhor Atuação em Programação Infantil [en].
Suas aparições em filmes e na televisão aumentaram a partir de 1996. Spybey interpretou a personagem Dottie em Greg the Bunny, fez parte do elenco principal na primeira temporada da série Remember WENN [en] – onde foi uma das indicadas na categoria Prémio Screen Actors Guild para melhor elenco em série de comédia – e também interpretou uma colega stripper de Demi Moore no filme Striptease. Desempenhou um papel coadjuvante no filme de seu marido, Mark Waters, Just Like Heaven. Spybey interpretou um fantasma chamado Emma no filme da Disney, The Haunted Mansion. Também teve um pequeno papel em Freaky Friday, também de Waters.
Também apareceu na estreia da nona temporada do seriado Frasier em 2001, no papel de Nanette Guzman, a primeira esposa de Frasier Crane. Ela foi uma das três atrizes – depois de Emma Thompson e antes de Laurie Metcalf – a interpretar uma versão específica da personagem ao longo de Cheers e Frasier.

## Vida pessoal
Casou-se com o cineasta Mark Waters no ano de 2000. O casal possui dois filhos.

## Filmografia

### Cinema
| Ano  | Título                                    | Personagem                    | Notas                                                    |
| ---- | ----------------------------------------- | ----------------------------- | -------------------------------------------------------- |
| 1996 | Big Night                                 | Natalie                       |                                                          |
| 1996 | Striptease                                | Monique, Jr.                  |                                                          |
| 1996 | SubUrbia                                  | Bee-Bee                       |                                                          |
| 1997 | Julian Po                                 | Dee                           |                                                          |
| 1997 | An Alan Smithee Film: Burn Hollywood Burn | Allessandra                   |                                                          |
| 1998 | Getting Personal                          | Liz Carderelli                |                                                          |
| 1999 | Advice from a Caterpillar                 | Young Woman                   |                                                          |
| 2000 | Isn't She Great                           | Bambi Madison                 |                                                          |
| 2002 | John Q                                    | Debby Utley                   | começa a usar o crédito de Dina Waters a partir de agora |
| 2002 | Full Frontal                              | Terceira funcionária demitida |                                                          |
| 2003 | Freaky Friday                             | Dottie Robertson              |                                                          |
| 2003 | The Haunted Mansion                       | Emma                          |                                                          |
| 2005 | Just Like Heaven                          | Abby                          |                                                          |
| 2008 | Yoga Matt                                 | Bonnie Putterman              | Curta-metragem                                           |
| 2019 | Chasing Molly                             | Janet                         | creditada como Dina Spybey-Waters                        |

### Televisão
| Ano       | Título                          | Personagem           | Notas                                                                          |
| --------- | ------------------------------- | -------------------- | ------------------------------------------------------------------------------ |
| 1992      | Lifestories: Families in Crisis | Becky Bell           | Episódio: "Public Law 106: The Becky Bell Story"                               |
| 1993      | CBS Schoolbreak Special         | Leanne Strauss       | Episódio: "If I Die Before I Wake"                                             |
| 1996      | The X-Files                     | Arquivista do FBI    | Episódio: "Pusher (The X-Files) [en]"                                          |
| 1996      | Remember WENN                   | Celia Mellon         | Personagem principal (temporada 1)                                             |
| 1996–1997 | Men Behaving Badly              | Brenda Mickowski     | Personagem principal                                                           |
| 1997      | Gun                             | Genny                | Episódio: "All the President's Women"                                          |
| 1998      | Conrad Bloom                    | Nina Bloom #2        | Seriado                                                                        |
| 1998      | Suddenly Susan                  | Gina                 | Episódio: "Don't Tell"                                                         |
| 1998      | Fantasy Island                  | Tina                 | Episódio: "Let Go"                                                             |
| 1999      | Oh Baby                         | Shelly               | Episódio: "Lamaze"                                                             |
| 1999      | Just Shoot Me!                  | Megan                | Episódio: "Hostess to Murder"                                                  |
| 1999      | Cold Feet                       | Jenny Lombardi       | Personagem principal                                                           |
| 2000      | Stark Raving Mad                | Katherine Yates      | Episodes: "The Crush", "The Grade"                                             |
| 2001      | Six Feet Under                  | Tracy Montrose Blair | Personagem recorrente (temporada 1); começa a usar Dina Waters daqui em diante |
| 2001      | Frasier                         | Nanette              | Episódio: "Don Juan in Hell: Part 2"                                           |
| 2002      | Warning: Parental Advisory      | Recepcionista        | filme para TV                                                                  |
| 2002–2004 | Greg the Bunny                  | Dottie Sunshine      | Personagem principal                                                           |
| 2005      | Joey                            | Judy                 | Episódio: "Joey and the Valentine's Date"                                      |
| 2007      | Family of the Year              | Barbara Anderson     | Episódio: "piloto"                                                             |
| 2010      | Neighbors from Hell             | Marjoe Saint Sparks  | Personagem recorrente                                                          |
| 2011      | CPA Holes                       | Annette Wicks        | filme para TV                                                                  |
| 2013      | Modern Family                   | Professora de Artes  | Episódio: "Best Man (Modern Family) [en]"                                      |
| 2013      | Witches of East End             | Mulher no hospital   | Episódio: "piloto"                                                             |
| 2015      | Salem Rogers                    | Karen                | filme para TV                                                                  |
| 2016      | Speechless                      | Jennifer             | Episódio: "piloto"                                                             |

## Prêmios
| Ano       | Personagem   | Produção                             | Categoria                                                         | Resultado | Ref.   |
| --------- | ------------ | ------------------------------------ | ----------------------------------------------------------------- | --------- | ------ |
| 1993 [en] | Becky Bell   | Lifestories: Families in Crisis [en] | Emmy do Daytime de Melhor Atuação em Programação Infantil [en]    | Venceu    | [ 10 ] |
| 1997      | Celia Mellon | Remember WENN [en]                   | Prémio Screen Actors Guild para melhor elenco em série de comédia | Indicada  | [ 13 ] |